# Sinipta maldonadoi
Sinipta maldonadoi är en insektsart som beskrevs av Liebermann 1951. Sinipta maldonadoi ingår i släktet Sinipta och familjen gräshoppor. Inga underarter finns listade i Catalogue of Life.